# Mount Hunter
Der Mount Hunter ist mit 4442 m der dritthöchste Berg der Alaskakette in Alaska. Er liegt im Denali-Nationalpark etwa 13 km südlich des Denali. Ein Plateaugletscher verbindet den Hauptgipfel mit dem 4257 m hohen, südlich gelegenen Nebengipfel.
In der Sprache der Dena'ina, Ureinwohnern Alaskas, heißt der Berg „Begguya“, was so viel bedeutet wie „Kind des Denali“ („Denali“ ist die athapaskische Bezeichnung). Prospektoren nannten den Berg zunächst Mount Roosevelt. 1903 gab Robert Dunn, ein Reporter des New York Commercial Advertiser und Teilnehmer der Denali-Expedition unter Frederick Cook, einem nahe gelegenen Gipfel zu Ehren seiner Tante Anna Falconnet Hunter (1885–1941), die seine Expeditionsteilnahme finanziert hatte, den Namen Mount Hunter. Dieser Berg trägt heute die Bezeichnung Kahiltna Dome, während der Name Mount Hunter 1906 von einem Landvermesser der Regierung irrtümlich auf den Berg bezogen wurde, der diesen Namen bis heute trägt.
Die Erstbesteigung erfolgte am 5. Juli 1954 durch Fred Beckey, Heinrich Harrer und Henry Meybohm über den Westgrat. Dieser Anstieg gilt auch heute noch als der Normalweg zum Gipfel.